# Klaus Wockenfuß
Klaus Wockenfuß (* 29. August 1951 in Ratzeburg; † 11. Mai 2022 in München) war ein deutscher Schachspieler. 1976 wurde er Deutscher Meister, seit 1982 trug er den Titel FIDE-Meister, seit 1987 den Titel Internationaler Meister.

## Leben
Wockenfuß ging aus dem schleswig-holsteinischen Schach hervor (Ratzeburg, Mölln, Kiel) und kam erst als 15-Jähriger mit Schach in Berührung. Beim internationalen Juniorenturnier in Büsum 1970 wurde er auf Anhieb bester deutscher Teilnehmer.

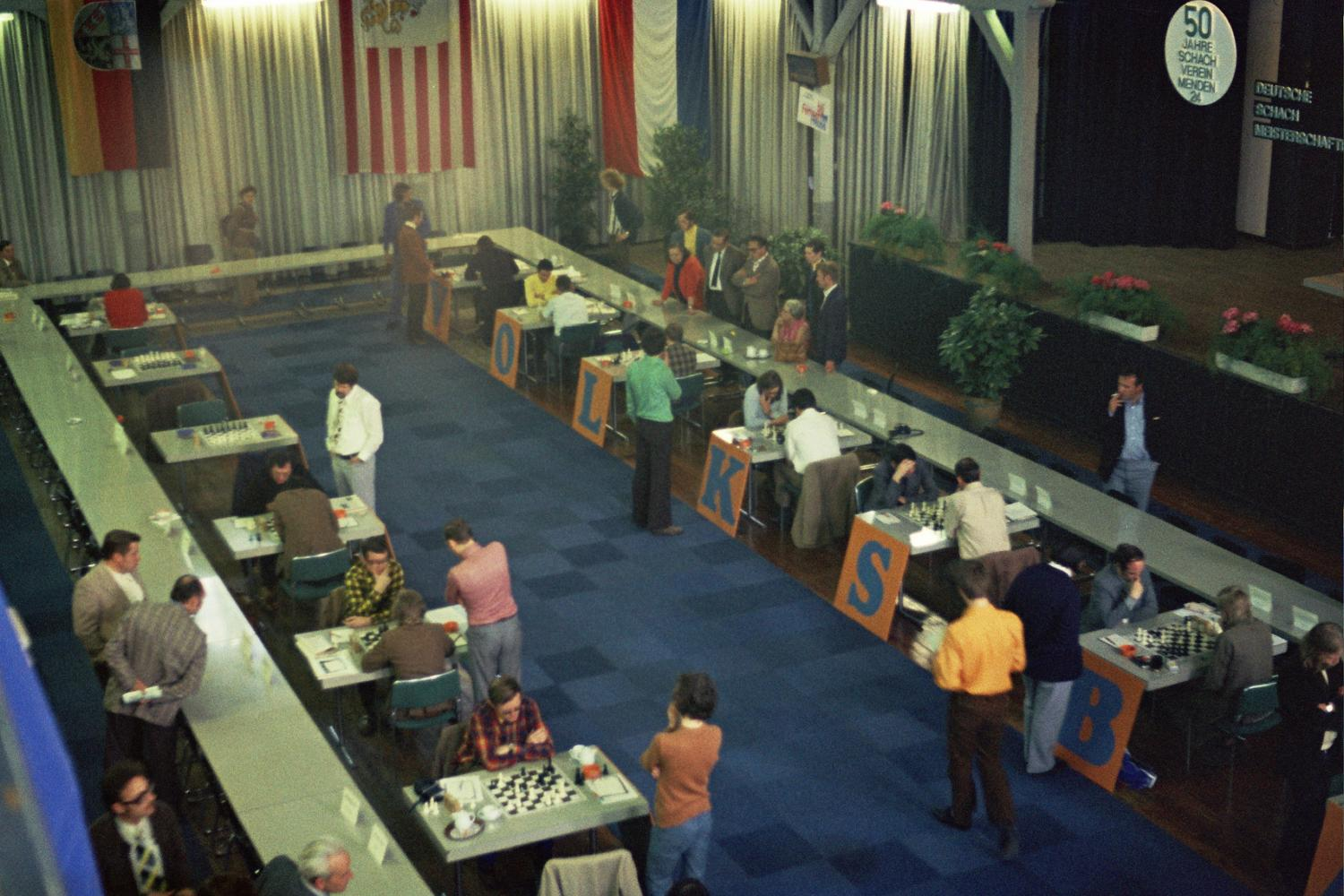
Deutsche Meisterschaft 1974, Runde 14
links vorn die Partie Wockenfuß (stehend im orangen Shirt) – Hermann (sitzend)

Bei der Deutschen Meisterschaft 1974 in Menden wurde er Sechster. Die Deutsche Schacheinzelmeisterschaft 1976 in Bad Pyrmont gewann er.
Er gewann die internationalen Turniere in Wilhelmsfeld 1983 und Krakau 1986. Dafür erhielt er 1987 von der FIDE den Titel eines Internationalen Meisters. Wockenfuß wurde auch deutscher Hochschulmeister und internationaler Studentenmeister von Frankreich. Ebenso betätigte er sich mehrmals erfolgreich als Blindsimultanspieler an zehn Brettern.
Wockenfuß’ letzte Elo-Zahl betrug 2257 (Stand: Mai 2018, danach unverändert), seine beste Elo-Zahl von 2415 hatte er von Juli 1987 bis Juni 1988. Seine letzte DWZ im Jahr 2022 war 2150. 
Wockenfuß war ausgebildeter Dipl.-Volkswirt (Abschluss von der Universität Kiel), aber seit über 20 Jahren (Stand 2006) in der EDV-Branche tätig als Programmierer, Datenbankadministrator, Qualitätssicherer und Sicherheitsbevollmächtigter. Seine zweite große Leidenschaft neben dem Schachspielen galt dem Laufen (Marathon und Halbmarathon). Seit 1988 lebte er in München. 1995 verfasste er eine kurze Autobiographie mit 55 Partien (Milbertshofener Schachbriefe Ausgabe Nr. 1). Für seinen Zweitverein SC Trudering München veranstaltete er von 2002 bis 2007 vier Schnellschach-Open-Turniere. Seit 2002 war er auch Mitglied der Emanuel-Lasker-Gesellschaft.

## Nationalmannschaft
Klaus Wockenfuß spielte in seiner erfolgreichsten Zeit bei fast allen relevanten Mannschaftsturnieren für die Deutsche Nationalmannschaft.
- Schacholympiade 1976 – 2. Ersatzspieler 4,5 Punkte aus 6 Partien
- Studenten-Mannschafts-WM 1977 – am 1. Brett 2,5 Punkte aus 10 Partien
- Teleschach-Olympiade 1978 – am 5. Brett 1 Partie (verloren)
- Mitropacup 1976 – Ersatzspieler 1,5 Punkte aus 3 Partien, Goldmedaille mit der Mannschaft
- Nordic Chess Cup 1974, 1975 und 1976 – insgesamt 6,5 Punkte aus 15 Partien, Goldmedaillen mit der Mannschaft 1974 und 1975, Silbermedaille mit der Mannschaft 1976, individuelle Goldmedaille am 6. Brett 1975
- EWG-Meisterschaft 1980 – 4 Punkte aus 6 Partien, Silbermedaille mit der Mannschaft

## Vereine
Von 1973 bis 1977 sowie von 1978 bis 1980 spielte er am ersten Brett für die Kieler SG von 1884, unter anderem in den Saisons 1974/75 und 1979/80 in der viergleisigen Schachbundesliga. In der Spielzeit 1977/78 trat er für die SG Turm Kiel an. In der eingleisigen 1. Bundesliga spielte er von 1980 bis 1982 für Favorite Hammonia Hamburg, von 1982 bis 1987 für Lasker Steglitz Berlin und in den Saisons 1987/88 und 1989/90 für den SK Zehlendorf Berlin; bis zur Saison 1985/86 am 1. Brett.
Er war der einzige Spieler, der die ersten 100 Wettkämpfe der eingleisigen Bundesliga alle bestritt. Von Herbst 1990 bis Sommer 1998 spielte er an Brett 1 für Milbertshofen: die ersten zwei Jahre in der Landesliga Süd von Bayern, in den folgenden sechs Jahren in der Oberliga Bayern. Danach ab der Saison 1999/2000 für den FC Bayern München, unter anderem kam er in drei Saisons in der 2. Bundesliga zum Einsatz. Seine zwei letzten Mannschaftskämpfe für Bayern München bestritt Wockenfuß im Februar und März 2020 in der Münchner Bezirksliga, direkt vor den Corona-Lockdowns.